# Сифака
Сифаке (лат. Propithecus) су род лемура из породице Indriidae. Живе само на Мадагаскару.

## Опис
Сифаке су лемури са дугачким репом, а без њега, дужина тела им износи 40-55 cm. Одлични су пењачи и скакачи. Могу скочити с једног стабла на друго, на удаљености од 10 m. 
Кад је растојање између два дрвета велико, крећу се по тлу, скакутајући на две ноге. То кретање се врши бочно, у страну, а притом су им руке усправљене. 
Боја им варира од врсте до врсте. Длака је дуга и свиленкаста. Једино им лице није покривено длаком и црно је код свих врста. 
Живе у већим групама, до 13 јединки. Биљоједи су. Хране се лишћем, цвећем и плодовима.

## Класификација
- Породица Indriidae
  - Род Indri — индрији
  - Род Avahi — рунасти лемури
  - Род Propithecus — сифаке[1]
    - P. diadema група
      - Дијадемска сифака, Propithecus diadema
      - Едвардсова сифака, Propithecus edwardsi
      - Свиленкаста сифака, Propithecus candidus
      - Перијеова сифака, Propithecus perrieri

    - P. verreauxi група
      - Кокерелова сифака, Propithecus coquereli
      - Вероова сифака, Propithecus verreauxi
      - Декенова сифака, Propithecus deckenii
      - Крунаста сифака, Propithecus coronatus
      - Златокруна сифака, Propithecus tattersalli